# Пандіріппу-2A
Грама Ніладхарі Пандіріппу-2A (№ KP/66A/2) — Грама Ніладхарі підрозділу ОС Калмунай-Таміл, округ Ампара, Східна провінція, Шрі-Ланка.

## Демографія
| Населення (2007) | Населення (2007) | Населення (2007) | Населення (2007) | Населення (2007) |
| Населення        | Чоловіки         | Жінки            | Діти             | Дорослі          |
| ---------------- | ---------------- | ---------------- | ---------------- | ---------------- |
| 741              | 378              | 363              | 232              | 509              |